# SV Victoria 96 Magdebourg
Maillots
Le SV Viktoria 96 Magdebourg fut un club allemand de football localisé dans la ville de Magdebourg dans la Saxe-Anhalt.
Il fut le premier club de football de la ville de Magdebourg

## Histoire
Le club fut fondé sous le nom de Victoria, le 26 juin 1896, par des étudiants de la Guericke-Realschule de Magdebourg. Le club fut rapidement rebaptisé Magdeburger Fußball-Club Viktoria von 1896. Le cercle ne pratiqua que le football jusqu'en septembre 1897.
Le 12 septembre 1897, Les Schüler-Victoria (étudiants de Victoria) comme le cluhbétait souvent surnommé joua son premier match de contre l'équipe réserve du Cricket Viktoria Magdeburg.  Victoria 96 s'imposa nettement (6-3).
Le Victoria 1896 se tailla rapidement un belle réputation à cette époque des pionniers du football et reçut régulièrement des offres financières pour venir se produire contre d'autres équipes. Le Victoria 96 fut membre de la Fédération de football d'Allemagne centrale qui fut rapidement remplacée par la Fédération de football d'Allemagne centrale (VMBV) fondée en 1900.
Le 26 décembre 1900, Le MFC Victoria 1896 fut membre fondateur de la Verband Mitteldeutscher Ballspielvereine. Tout comme son rival local du Cricket Viktoria Magdeburg, le club fut un des fondateurs de la DFB en 1900. En 1903, en tant que champion de la "VMBV", le Viktoria 96 participa à la première phase finale du Championnat national allemand. L'aventure s'arrêta au premier tour avec une défaite sévère (1-8) contre Altonär 93 à l'Exerzierweide d'Altona .
Le Victoria confirma son titre en 1904, mais fut encore battu au premier du Championnat national. Cette fois cela fut de justesse (0–1) contre le champion en titre du VfB Leipzig, à la suite d'un but contre son camp du gardien de but Kurt Stollberg.
En 1905, MFC Victoria 96, qui s'installe au Viktoria-Platz, conquit un 3e titre de rang. Dans une phase finale un peu étriquée dans sa formule, le club fut dispensé du premier tour puis sa qualifia en raison du forfait su SC Schliesen Breslau qui ne put assumer les frais du déplacement prévu. Au troisième toutr, le Victoria fut éliminé (2-1 après prolongation) sur par le FuCC Eintracht Braunschweig. Ce match eut lieu à Berlin sur le terrain du BFC Germania.
En 1905, la ligue locale de Magdebourg fusionna avec la Verband Mitteldeutscher Ballspielvereine. MFC Viktoria 96 joua dans une ligue appelée Gau Mittelelbe (Elbe moyen). Il y remporta une série de 6 titres consécutifs, mais ne parvint plus à dépasser le stade des compétitions régionales.
Le club continua de se développer pour atteindre les 700 membres dans les années 1920. Entre-temps, le cercle avait ouvert de nouvelles sections comme celle d'Athlétisme ou de sports nautiques. En 1912, le club adopta le nom de Sportverein Viktoria 96 Magdeburg et révéla un nouveau logo. Durant les années qui suivirent, plusieurs athlètes de grande valeur furent produits par le Viktoria. La section football de son côté resta au niveau régional.
En 1933, les compétitions de football furent réorganisées sur ordre des Nazis dès leur arrivée au pouvoir. Seize ligues (équivalent D1) furent instaurées, les Gauligen. Le SV Magbebourg 96 fut un des fondateurs de la Gauliga Centre. Le club y joua jusqu'en 1937, année où il fut déclaré en faillite. L'équipe fusionna alors avec le Männer-Turnverein 1860 Neustadt  pour former le VfL 1860 Viktoria Neustadt. Ce club sera dissous à la fin de la Seconde Guerre mondiale. Le Viktoria-Platz tombe alors à l'abandon.

## Renaissance furtive et éphémère
En 2008, un club fut refondé avec l'envie de faire revivre le Viktoria 96. Mais durant la saison 2008-2009, faute d'argent, le club fut retiré de sa ligue et dissous.

## Stade
Le stade de résidence du Victoria Magdebourg fut le Sportplatz am Gübser Damm, aussi connu sous le nom de Viktoria-Platz, localisé dans l'Est de la ville de Magdebourg. Il fut inauguré en 1912, devant 1 500 spectateurs, à l'occasion d'un match amical contre Hertha Berlin (0-9). 
Ce stade accueillit aussi une finale du Championnat d'Allemagne. Le 31 mai 1914, SpVgg Fürth battu le VfB Leipzig 3-2 après prolongation
Après la faillite du  Viktoria 96 en 1937, la Compagnie d'assurance Allianz devint le seul propriétaire du site. Le stade fut alors renommé Allianz-Stadion. L'enceinte fut complètement détruite par les bombardements alliés en 1944. Un nouveau stade fut érigé au même endroit en 1954. Ce fut l'Ernst-Grube-Stadion qui devint le stade de résidence du 1. FC Magdeburg.

## Joueurs connus
- Paul Matthes (International allemand lors d'une défaite (1-5) contre l'Angleterre le 20 avril 1908 à Berlin) [8].

## Palmarès
- Championnat de la Verband Magdeburger Ballspielvereine: 5 (1901, 1902, 1903, 1904, 1905)
- Champion de Gau Mittelelbe (Elbe moyan): 6 (1906, 1907, 1908, 1909, 1916, 1917)